# Hans Jaffé
Hans Ludwig Cohn Jaffé (Frankfurt am Main, Duitsland, 14 mei 1915 – Amsterdam, 24 juli 1984) was een Duits-Nederlands kunsthistoricus.    

## Levensloop
Jaffé werd op 14 mei 1915 in Frankfurt am Main geboren als zoon van joodse ouders.  
Na zijn eindexamen aan het Goethe-gymnasium in januari 1933 verhuisde Jaffé in verband met de machtsovername door Adolf Hitler in Duitsland, naar Amsterdam. Hier studeerde hij kunstgeschiedenis en werd na zijn kandidaatsexamen assistent van Johan Quirijn van Regteren Altena die conservator was bij de Gemeentelijke Musea van Amsterdam. In 1936 kwam zijn eerste catalogus tot stand, getiteld Twee eeuwen Engelse Kunst.  
Na zijn studie te hebben voltooid in 1938 startte hij een journalistieke loopbaan bij De Groene Amsterdammer. Ook doceerde Jaffé enkele jaren kunstgeschiedenis aan de Nieuwe Kunstschool in Amsterdam, een school die werkte volgens de methodes van het Duitse Bauhaus. 
Van 1940 tot 1942 deed Jaffé verzetswerk. In 1942 vluchtte hij via Frankrijk en Zwitserland naar Engeland. In 1945 kreeg hij de opdracht Nederlandse kunstwerken te identificeren. Van 1947 tot 1961 was Jaffé verbonden aan het Stedelijk Museum in Amsterdam, eerst als conservator, later als adjunct-directeur. 
Hij trouwde met Elly Jaffé-Freem op 16 augustus 1947 in Luzern.
Na zijn promotie in 1956 op De Stijl werd hij in 1958 privaatdocent aan de Universiteit van Amsterdam. Van 1963 tot 1976 was hij ook directeur van het Joods Historisch Museum in Amsterdam. In 1962 ontstond de Groep Scorpio, Jaffé werd gezien als de grote ondersteuner van deze groep met tien "angry young men", waar Leo de Vries, Jan Sierhuis, John Grosman, Ad Molendijk, Karl Pelgrom, Pierre van Soest en Aat Verhoog, Frans de Boo, Roger Chailloux en Guillaume Lo-A-Njoe toebehoorden.
In 1972 richtte hij  met J.H. Reisel en H.M. Engelhard de Stichting voor Kunstpsychologie op ter bevordering van wetenschappelijke studie van de psychologische achtergronden van kunst.